# Harald Konopka
Harald Konopka (* 18. listopadu 1952, Düren) je bývalý německý fotbalista, pravý obránce.

## Fotbalová kariéra
Začínal v týmu 1. FC Köln, za který odehrál téměř celou kariéru. Poslední bundesligovou sezónu odehrál v týmu Borussia Dortmund, nastoupil ve 352 utkáních a dal 21 gólů. V roce 1978 vyhrál s 1. FC Köln bundesligu a v letech 1977, 1978 a 1983 německý fotbalový pohár. Za západoněmeckou reprezentaci nastoupil v letech 1978–1979 ve 2 utkáních. Byl členem západoněmecké reprezentace na Mistrovství světa ve fotbale 1978, nastoupil v utkání proti Itálii. V Poháru mistrů evropských zemí nastoupil v 8 utkáních a dal 1 gól a v Poháru vítězů pohárů a Poháru UEFA nastoupil v dalších 50 utkáních a dal 2 góly.

## Ligová bilance
| Ročník                               | Zápasy | Góly | Klub              |
| ------------------------------------ | ------ | ---- | ----------------- |
| Německá fotbalová Bundesliga 1971/72 | 33     | 1    | 1. FC Köln        |
| Německá fotbalová Bundesliga 1972/73 | 28     | 1    | 1. FC Köln        |
| Německá fotbalová Bundesliga 1973/74 | 29     | 2    | 1. FC Köln        |
| Německá fotbalová Bundesliga 1974/75 | 32     | 3    | 1. FC Köln        |
| Německá fotbalová Bundesliga 1975/76 | 33     | 5    | 1. FC Köln        |
| Německá fotbalová Bundesliga 1976/77 | 30     | 2    | 1. FC Köln        |
| Německá fotbalová Bundesliga 1977/78 | 31     | 3    | 1. FC Köln        |
| Německá fotbalová Bundesliga 1978/79 | 34     | 2    | 1. FC Köln        |
| Německá fotbalová Bundesliga 1979/80 | 19     | 0    | 1. FC Köln        |
| Německá fotbalová Bundesliga 1980/81 | 24     | 1    | 1. FC Köln        |
| Německá fotbalová Bundesliga 181/82  | 26     | 1    | 1. FC Köln        |
| Německá fotbalová Bundesliga 1982/83 | 15     | 0    | 1. FC Köln        |
| Německá fotbalová Bundesliga 1983/84 | 1      | 0    | 1. FC Köln        |
| Německá fotbalová Bundesliga 1983/84 | 17     | 0    | Borussia Dortmund |
| CELKEM Bundesliga                    | 352    | 21   |                   |